# VV De Valk in het seizoen 1959/60
Het seizoen 1959/1960 was het vijfde jaar in het bestaan van de Valkenswaardse betaaldvoetbalclub De Valk. De club kwam uit in de Tweede divisie A en eindigde daarin op de vijfde plaats.

## Wedstrijdstatistieken

### Tweede divisie A
|       | Baronie | EBOH  | EDO   | Haarlem | LONGA | N.E.C. | ONA   | Roda Sport | UVS   | Wilhelmina | Xerxes |
| ----- | ------- | ----- | ----- | ------- | ----- | ------ | ----- | ---------- | ----- | ---------- | ------ |
| Thuis | 2 – 1   | 0 – 2 | 2 – 2 | 1 – 3   | 1 – 0 | 1 – 3  | 2 – 1 | 0 – 0      | 2 – 0 | 2 – 1      | 1 – 2  |
| Uit   | 2 – 4   | 3 – 2 | 4 – 3 | 2 – 3   | 3 – 4 | 0 – 1  | 3 – 1 | 2 – 1      | 2 – 0 | 3 – 1      | 1 – 2  |

## Statistieken De Valk 1959/1960

### Eindstand De Valk in de Nederlandse Tweede divisie A 1959 / 1960
| Stand | Gespeeld | Gewonnen | Gelijk | Verloren | Punten | Doelpunten voor | Doelpunten tegen |
| ----- | -------- | -------- | ------ | -------- | ------ | --------------- | ---------------- |
| 5e    | 22       | 10       | 2      | 10       | 22     | 35              | 40               |

### Topscorers
| Competitie \| # \| Naam \| \| \| ------ \| --------------- \| -- \| \| 1. \| Jan Seuntjens \| 7 \| \| 2. \| Jacques de Wit \| 6 \| \| 3. \| Harrie Adriaans \| 5 \| \| 3. \| Toon Geldens \| 5 \| \| 5. \| Jo de Leest \| 4 \| \| 6. \| Harry Rijkers \| 3 \| \| 7. \| Henk Theuwis \| 2 \| \| 7. \| Toon Vereijken \| 2 \| \| 9. \| Miel Pijs \| 1 \| \| 9. \| Theo Smolders \| 1 \| \| Totaal \| Totaal \| 35 \| |                 |      |
| # | Naam            | Goal |
| 1. | Jan Seuntjens   | 7    |
| 2. | Jacques de Wit  | 6    |
| 3. | Harrie Adriaans | 5    |
| 3. | Toon Geldens    | 5    |
| 5. | Jo de Leest     | 4    |
| 6. | Harry Rijkers   | 3    |
| 7. | Henk Theuwis    | 2    |
| 7. | Toon Vereijken  | 2    |
| 9. | Miel Pijs       | 1    |
| 9. | Theo Smolders   | 1    |
| Totaal | Totaal          | 35   |